# Metropolitana di Manila
La metropolitana di Manila è il sistema di trasporti urbani della capitale delle Filippine. Attualmente si compone di 4 linee che sono gestite da 3 operatori distinti tanto che occorre acquistare un nuovo biglietto ogni volta che si cambia linea. A causa della possibilità di allagamenti della città dato il clima tropicale, la rete corre quasi interamente su viadotti sopraelevati con solamente un breve tratto della linea 2 (viola) in sotterraneo tra le stazioni di Anonas e Santolan. La rete si estende per una lunghezza di 68 km ed è servita da 69 stazioni.

## Linee
| Nome            | Lunghezza | Stazioni | Inaugurazione    | Gestore                            |
| --------------- | --------- | -------- | ---------------- | ---------------------------------- |
| Linea Gialla    | 25,9 km   | 25       | 1º dicembre 1984 | Light Rail Transit Authority       |
| Linea Blu       | 16,9 km   | 13       | 15 dicembre 1999 | Metro Rail Transit Corporation     |
| Linea Viola     | 17,6 km   | 13       | 5 aprile 2003    | Light Rail Transit Authority       |
| Linea Arancione | 28,1 km   | 23       | 14 luglio 2009   | Ferrovie nazionali delle Filippine |